# 계약법 (영미법)
영미법계에 있어서 계약법은 민사법의 중심축을 이루는 한 분야이다. 대륙법계와 비교하여 영미법에서의 계약은 법적으로 강제되는 당사자 간의 약속이나 합의(legally enforceable agreement or promise)를 말한다. 또한 계약의 성립에 있어서 약인(約因)이라는 독특한 요소를 필요로 한다. 대륙법에서의 채무불이행이라는 개념은 영미법에서의 계약위반에 해당한다.

## 정의
영미법에서 계약은 기능적 측면으로 정의되어, “계약은 법적으로 강제되는 당사자 간의 약속이나 합의(legally enforceable agreement or promise)를 말한다.” 여기에서 ① “약속이나 합의”는 적어도 두 당사자, 즉 약속자와 수락자의 존재를 필요로 하며, 약속에 포함되는 보증 또는 의사의 표명에 관한 공통의 목적 및 기대의 외적인 의사표시를 필요로 한다. 또한 약속은 단순한 의도의 진술만으로는 부족하며, 약속에는 약속자가 수락자에 대하여 의무를 부담한다는 의사가 포함되어 있어야 한다. 영국의 계약법학자 윌리엄 앤슨 경은 “약속은 소송의 원인으로 되는 단일 또는 복수의 약속”이라고 정의하였다. 한편, 미국의 계약법 리스테이트먼트 제2조에 의하면 약속이란 특정한 방식으로 행위하거나 행위하지 않겠다는 취지의 의사표시로서, 그 결과 어떤 언질이 이루어졌다고 수약자가 이해하는 것이 정당한 것을 말한다. 그리고 이러한 의사표시를 하는 자가 약속자(promissor)이며 그 상대방이 수약자(promisee)다. ② “법적으로 강제할 수 있음”은 계약의 일방 당사자가 합의내용을 이행하지 않을 경우, 타방 당사자의 청구에 따라 법원에 따라 법에 따른 제재가 가해짐을 의미한다.

## 계약의 성립
계약의 성립에는 다섯 가지 핵심 요소(① 청약과 승낙, ② 약인(約因) ③ 법률 관계를 형성하려는 의사 ④ 행위 능력 ⑤ 형식)가 필요하다. ① 청약과 승낙, 즉 상호 합의가 있어야 한다. 합의란 일방의 당사자가 청약을 하고, 상대방이 이를 승낙함으로써 성립한다. ② 약인 또는 날인증서한 특별 형식이 있어야 한다. ③ 합의가 법적 관계를 가진다는 사실을 당사자가 의도하여야 한다. ④ 당사자의 행위능력이 있어야 한다. ⑤ 어떤 계약 형식에 있어서는 사기 방지법에 의하여야 한다.

### 청약과 승낙
계약이 유효하게 성립하기 위하여는 계약 당사자 일방이 청약을 하고 타방이 이를 승낙함으로써 당사자간의 상호합의(mutual assent)가 형성되어야 한다. 당사자간에 상호합의가 형성되었는지의 여부를 판단하는 기준으로서는 "객관적 계약이론"(objective theory of contract)이 적용된다. 객관적 계약이론이라 함은 계약의 청약 및 승낙의 내용을 합리적인 자(reasonable person)의 입장에서 객관적으로 파악하여 당사자간의 상호합의가 형성되었는지를 판단하는 이론이다. 이 경우 당사자가 실제로 의도하였던 주관적인 내부의사는 상호합의의 형성 여부에 아무런 영향도 미치지 아니하는 것이 원칙이다. 객관적 계약이론은 거래의 안정 및 확정을 중요시하는 이론이다. A와 B가 토지매매계약을 문서로 작성하였으나, B는 동 계약을 장난삼아 재미로 체결하였다며 계약의 무효를 주장하였다. 법원은 B의 주관적인 내부의사는 유효한 계약의 성립 여부에 아무런 영향도 미치지 아니하고, 합리적인 者의 입장에서 볼 때에 당해 토지매매계약은 정당하게 성립된 것으로 판단되므로 유효한 계약으로 성립된다고 판결하였다.(대륙법의 비진의의사표시) 다만, 계약의 양 당사자의 주관적 내부의사가 일치하는 경우에는 그 주관적 내부의사를 따른다. 예컨대, 앞의 판례에서 B는 물론 A도 계약이 장난삼아 재미로 체결된 것으로 주장하는 경우에는 당해 계약은 무효이다.(대륙법의 통정허위표시) 당사자간의 상호합의가 형성되기 위하여는 유효한 청약(offer)과 승낙(acceptance)이 충족되어야 한다.
계약의 성립에 관하여 가장 유명한 판결 중의 하나가 19세기 영국에서 있었던 Carlill v. Carbolic Smoke Ball Company 판결 이 다. 어떤 병원이 "smoke ball"이라는 놀라운 신약을 광고하면서 감기에 효능이 있으며 만약 그렇지 않다면 구매자에게 100파운드를 보상하겠다고 하였다. 카볼릭 회사는 그 광고는 진지하고 법률적으로 기속되는 청약(offer)이 아니었고 단지 청약의 유인(invitation to treat)이었거나 광고 전략이었을 뿐이었다고 주장하였다. 그러나, 항소심 법원은 카볼릭 회사가 진정한 청약을 한 통상의 지적 수준과 주의력을 갖춘 자라고 판단하였다. 이 사례에서는 "청약의 진실성을 나타내기 위해" 광고주가 은행 에 1 ,000파운드의 "sincerity deposit"를 함으로써 청약을 한다는 의사로 추인되었다. 미국법에서는 청약자가 사망하거나 무능력자가 되면 청약은 소멸하고 이에 따라 청약수령자의 승낙권능도 소멸한다. 상대방의 승낙(acceptance)의 내용이 청약(offer)의 내용과 조금이라도(even in an immaterial way) 다른 경우 이는 상대방에 의한 재청약(counter-offer) 또는 조건부 승낙(qualified acceptance)이 되고 유효한 승낙이 되는 것은 아니다(경상의 원칙).

#### 청약
청약(offer)이라 함은 청약자의 계약체결의사의 외부적 표시행위(present willingness to enter into a bargain)를 말한다.

### 약인
약인(約因, consideration)이라 함은 청약자와 승낙자가 계약을 체결함에 있어 서로 주고받는 것(give and take)  —달리 표현하면, 거래상의 손실 —이 원칙적으로 존재하여야 한다는 것을 말한다. 약인은 영미법계에서의 독특한 계약의 구성요소이다. 영미법계와 달리, 한국은 독일과 프랑스 및 일본 계약법의 영향을 받아 인간과 인간의 말, 즉 의사표시만으로 당사자간의 계약이 유효하게 성립한다.
예컨대, A가 B로부터 부동산을 10,000달러에 구매하기로 청약하고, B가 이를 승낙하는 경우 우선 (i) A는 B에게 10,000달러를 지불하는 대신 B로부터 부동산을 받고, B는 A에게 부동산을 주는 대신 10,000달러를 수령하게 되므로 약인이 존재하고, 또한 (ii) A와 B는 청약과 승낙에 의하여 상호합의(mutual assent)를 맺었으므로, A와 B 사이에는 “약인”과 “상호합의”라는 계약의 두 가지 요건을 충족하게 되어 유효한 계약이 성립한다.

### 계약의 형식
특정한 종류의 계약은 반드시 서면으로 해야 한다.(사기 방지법) 영국 법원에서 14세기에 들어서 서면계약뿐 아니라 구두계약의 경우에도 강제이행이 가능한 것으로 인정되면서부터 계약당사자간에 계약내용에 대한 분쟁이 발생하여 법원에 이와 관련된 소송이 제기되는 경우에는 구두증거에 대하여도 서면증거와 동일한 증거력을 부여하여 왔다. 그 결과 계약 내용을 다투는 소송과정에서 사기와 위증이 횡행하게 되자 이를 금지하기 위한 법률이 17세기에 영국에서 제정되었으며, 후일 미국에서도 이를 계수하게 되었다. 이 법률을 통상 “사기방지법”이라 부르는데 동법에서는 반드시 서면으로 입증되어야만 강제이행이 가능한 계약의 유형들을 열거하고 있다.
예컨대 A의 토지를 1000달러에 B에게 매도하는 A-B 사이의 합의는 만약 그것이 구두(oral)로만 이루어졌다면 사기방지법에 의해 강제력이 인정되지 않는다(unenforceable). 달리 말하면 계약위반에 대해서 직접적인 구제수단이 인정되지 않는다. 그리고 만약 B가 이미 매매대금을 지급하였는데 A가 토지의 양도를 거절한다면 B는 그 금액만큼을 부당이득으로서 반환청구할 수 있다. 그러나 A가 자발적으로 토지를 양도하겠다고 한다면 B는 부당이득 반환청구를 할 수 없다. 따라서 사기 방지법에 의해 강제력이 인정되지 않는 합의의 경우에도 이와 같이 양도의무가 간접적으로나마 인정되기 때문에 그 합의는 계약이라고 할 수 있다.

## 계약의 해석
계 약당사자간에 계약내용에 관한 각자의 실체적 의사가 일치하고, 또한 실체적 의사와 계약의 외형적 내용이 일치하는 경우에는 별다른 문제점이 발생하지 아니한다. 그러나 계약당사자간의 실체적 의사가 서로 일치하지 아니하거나, 실체적 의사와 계약의 외형적 내용이 일치하지 아니하는 경우에는 계약의 해석문제가 발생한다.

### 구두증거배제의 법칙
영미법에 있어서는, 당사자간에 최종적으로 완성된(fully integrated) 계약이 존재하는 경우 당해 계약성립 이전에 당사자가 행한 합의 또는 협상 과정에 대한 구두증거(parole evidence)는 당해 계약내용을 변경, 추가 또는 배제(vary, add to, or contradict)하기 위한 증거로서 채택될 수 없다는 구두증거배제의 법칙이 존재한다. 이로써 미국은  사기 방지법과 더불어 일관되게 서면계약 존중의 입장을 취하고 있다.

## 계약위반
계약에 구속력을 부여하는 근거가 무엇인가에 대한 논의는 영미법상 계약 본질에 관한 문제로서, 이에 대하여는 일반적으로 약속이론과 신뢰이론이 대립하고 있다. 약속이론이란 계약구속력의 근거를 약속자체에서 찾고자 하는 고전적 계약이론으로서 “약속은 그 자체가 신성한 것”이라는 자연법적 명제에서 약속행위로부터 그 약속의 이행의무가 생긴다는 가정을 유도하는 이론이다. 한편， 신뢰이론이란 계약의 구속력의 근거를 “계약행위로부터 생긴 상대방의 신뢰”에서 찾는 입장이다.
영미에서는 강한 종교적 영향과 도덕관념을 통하여 계약법이 실행된다고 생각하였다. 영미인들은 말은 곧 그의 약속이라는 표현에 익숙하고 또 어릴 때부터 부모로부터 약속을 어기는 것은 나쁘다는 교육을 받아왔다. 이러한 도덕적 관념 및 종교적 영향은 강제이행을 우선적 구제방법으로 하는 형평법 법원에서 명백히 나타난다. 반면 보통법 법원은 사인간의 약속을 강력하게 강제하려 하지 않기 때문에 계약위반에 대한 구제방법으로 금전배상인 손해배상을 원칙으로 한다. 강제적 구제방법이건 대체적 구제방법이건 계약의 구속력을 인정하는 또다른 이론은 신뢰원칙이다. 신뢰원칙은 약속자의 도덕적 의무보다는 상대방의 신뢰에 초점을 맞춘 이론이다. 계약의 불이행은 상대방의 신뢰에 반하여 상대방을 해하는 행위이고 계약이 지켜져야 하는 이유는 상대방이 불이행으로 말미암아 손해를 입고 결국은 그것이 사회전체의 불이익이 되기 때문이라는 것이다.

## 나라별 계약법

### 미국
당 사자간의 채권, 채무관계의 성립, 변경과 소멸에 관한 법률관계를 규정하는 법이다. 보통법 체계를 대표하는 법으로 수많은 법원판례를 근간으로 구성되어 있다. 미국 독립전 영국의 보통법체계를 이어받아 독자적으로 발전하였다. 미국의 로스쿨 1학년때 배우는 필수 법학 과목이다.

## 참고 문헌
김승현, 국제건설계약의 법리와 실무, 박영사, 2015.